# Tunnel Reyers
Pour les articles homonymes, voir Reyers.
Le tunnel Reyers est un tunnel routier de la commune de Schaerbeek reliant Bruxelles à l’autoroute E40.
Il est composé de 3 tunnels distincts à double sens :

| nom                      | no | tenant               | aboutissant          | longueur | année |
| ------------------------ | -- | -------------------- | -------------------- | -------- | ----- |
| Tunnel Reyers-Meiser     | 1  | E40 (A3)             | Meiser               | 124 m    | 1972  |
| Tunnel Reyers-Meiser     | 2  | Meiser               | E40 (A3)             | 124 m    | 1972  |
| Tunnel Reyers-Centre     | 3  | E40 (A3)             | Schuman              | 650 m    | 1974  |
| Tunnel Reyers-Centre     | 4  | Schuman              | E40 (A3)             | 650 m    | 1974  |
| Tunnel Reyers-Montgomery | 5  | E40 (A3)             | Vergote (Montgomery) | 140 m    | 1974  |
| Tunnel Reyers-Montgomery | 6  | Vergote (Montgomery) | E40 (A3)             | 140 m    | 1974  |

Le tunnel, doit son nom au boulevard Auguste Reyers.